# Scoglio Santa Marina
Lo scoglio Santa Marina o scoglio Trombon (in croato Bodulaš) è un isolotto disabitato della Croazia, situato all'estremità meridionale dell'Istria, a sudest di Pola.
Amministrativamente appartiene alla città di Medolino, nella regione istriana.

## Geografia
Santa Marina si trova nella parte centrale del golfo di Medolino, circa 3,2 km a nordest di capo Promontore. Nel punto più ravvicinato dista 970 m da punta Casella (rt St. Paljež) e poco più di 770 m dall'isolotto di Cielo.
Santa Marina è un isolotto di forma ovoidale, più stretto a nord e largo a sud, che misura 500 m di lunghezza e 345 m di larghezza massima. Ha una superficie di 0,125 km² e uno sviluppo costiero di 1,42 km. Al centro, raggiunge un'elevazione massima di 6 m s.l.m.

### Isole adiacenti
- Cielo (Ceja), l'isolotto maggiore nel golfo di Medolino, a sudovest di Santa Marina.
- Scoglio Sorzer (Šekovac), scoglio ovale a sudovest di Cielo.
- Scoglio Trombolo (Trumbuja), isolotto a nordest di Cielo.
- Fenera (Fenera), altro isolotto a sud di Santa Marina.
- Levan Grande (Levan), isolotto a nordest di Santa Marina, nella parte orientale del golfo.
- Levan Piccolo (Levanić), scoglio poco a sud del precedente.

### Cartografia
- (HR) Mappa topografica della Croazia 1:25000, su preglednik.arkod.hr.